# Hamza Hakimzoda Niyoziy
Hamza Hakimzoda Niyoziy (kyrillisch Ҳамза Ҳакимзода Ниёзий; in arabischer Schrift حمزه حکیم‌زاده نیازی, DMG Ḥamza Ḥakīm-zāda Niyāzī; russisch Хамза Хакимзаде Ниязи Chamsa Chakimsade Nijasi, wiss. Transliteration Chamza Chakimzade Nijazi; oft Hamza Hakimzade Niyazi, auch Hamza Hakim-Zade Niyaziy und Hamsa Hakimsade Nijasi; bekannt vor allem als Hamza; * 22. Februarjul. / 6. März 1889greg. in Qoʻqon; † 18. März 1929 in Shohimardon) war ein usbekischer Dichter, Prosaiker, Dramatiker und Komponist.
Niyoziy, dessen dichterische Tätigkeit um den Zeitpunkt der sowjetischen Machtübernahme in Zentralasien fällt, gilt als erster Verfasser von Dramen in usbekischer Sprache und als Begründer der usbekischen nationalen Musikkultur und der usbekischen Sowjet-Literatur. Wesentlich vom tatarischen Dschadidismus beeinflusst zeigen Niyoziys Werdegang und seine Aktivitäten viele Charakteristika des Dschadidismus zentralasiatischer Prägung. Er war Mitglied der KPdSU und wurde nach seinem Tod von den Sowjets für seine literarische Leistung gewürdigt.

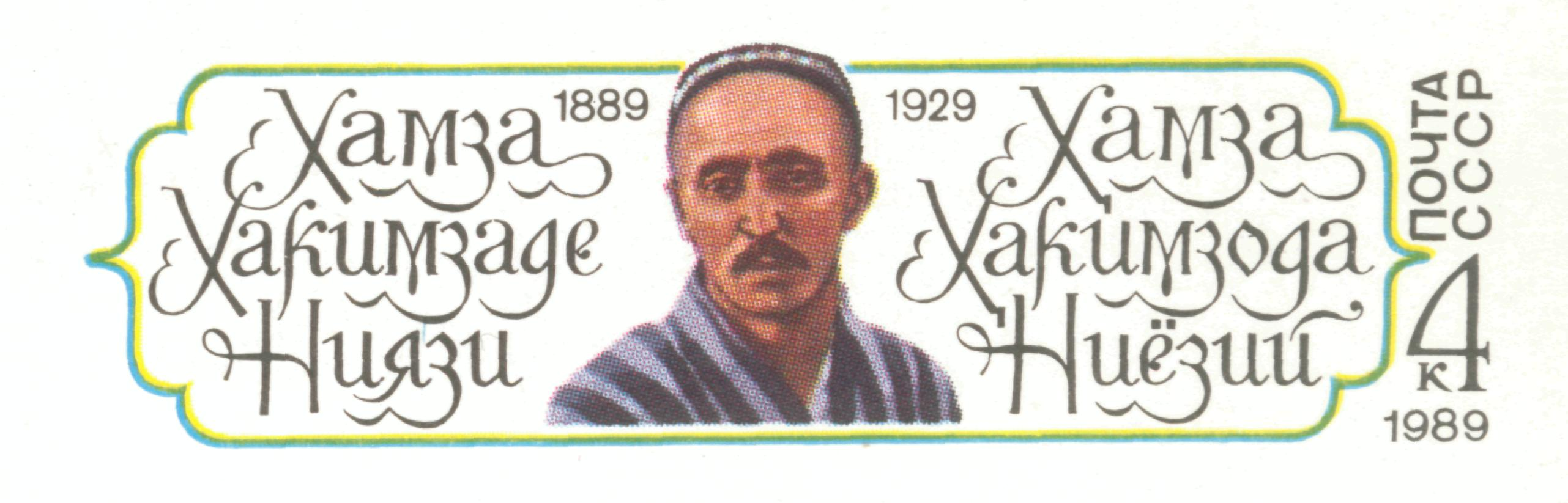
Sowjetische 4-Kopeken-Briefmarke aus dem Jahr 1989 anlässlich des 100. Geburtstags Niyoziys

## Leben und Wirken

### Herkunft und Ausbildung
Niyoziys Vater hatte in Buchara studiert und war einer der angesehensten Apotheker und Heiler (genannt Tabib oder Hakim) in Qoʻqon. Auch er verfasste Poesie und verkehrte mit der literarischen Elite der Stadt. Seine ausgedehnten Reisen durch das chinesische Turkestan und Indien weisen auf einen gewissen Wohlstand hin.
Hakimzoda Niyoziy kam nach julianischem Kalender am 22. Februar 1889 in Qoʻqon im damaligen Generalgouvernement Turkestan als jüngstes von vier Geschwistern zur Welt. Er erlernte die usbekische und persische Sprache im Kindesalter und besuchte ab 1899 eine islamische Grundschule (maktab). 1905 schickte ihn sein Vater zum Unterricht in eine Medrese in Qoʻqon. Der insgesamt 7-jährige Medresenunterricht allein stellte Niyoziy nicht zufrieden und so begann er nebenbei mit dem Studium der Klassiker der altusbekischen (tschagataischen) Literatur, der progressiven Poeten jener Zeit wie Muqimiy und Furqat und der usbekischen Volkskunst.
Unruhen in den Jahren 1905 bis 1907 beeinflussten Niyoziys Weltanschauung nachhaltig. Niyoziy begann noch während seiner Zeit an der Medrese selbst zu dichten. Zu jener Zeit dichtete Niyoziy rein in persischer Sprache, wohingegen er mit seinem Vater nur in arabischer Sprache korrespondierte. Ab 1907 las Niyoziy regelmäßig die krimtatarische Zeitung Tercuman des İsmail Gasprinski aus Bachtschyssaraj und das tatarische Blatt Vaqit aus Orenburg. Infolgedessen fing Niyoziy an über Aberglauben, die Reform der Medresen und Veränderungen im Leben der Menschen, der Zivilisation und der Gesellschaft nachzudenken.
Als seine Familie in finanzielle Schwierigkeiten geriet, begann Niyoziy in einer Baumwollspinnerei zu arbeiten; nachts setzte er seine westlichen Studien fort und lernte die russische Sprache. Er begann bei Obidjon Abdulxoliq oʻgʻli Mahmudov als Schreiber zu arbeiten und ging 1910 nach Buchara mit dem Plan sein Arabisch zu perfektionieren und sein Koran-Studium abzuschließen. Dort waren jedoch kurz zuvor Unruhen ausgebrochen, Niyoziy ging somit nach Kogon, wo er an einer Druckerpresse arbeitete, und kehrte über Taschkent zurück ins Ferghanatal. Während seines Aufenthaltes in Taschkent lernte Niyoziy den Dschadidismus und ihre Schulen der „neuen Methode“ (usūl-i dschadīd) kennen.
Nach seiner Rückkehr gründete Niyoziy in Qoʻqon im für die dschadidistische Strömung charakteristisch jungen Alter von 21 Jahren eine unentgeltliche Schule für arme Kinder und begann zu unterrichten, wobei seine eigenen, nicht-muslimischen Lehrinhalte den Klerus brüskierten. Geistliche stellten ihn als gottlosen Freigeist dar und die Schule wurde bald wieder geschlossen, Niyoziy daraufhin aus Qoʻqon verbannt. Nach seiner Heirat 1912 begann er eine Reise durch Afghanistan und Indien nach Arabien, machte den Haddsch und kehrte über Syrien, Libanon, Istanbul, Odessa und Transkaspien (der Gebiete unter russischer Herrschaft auf der asiatischen Seite des Kaspischen Meeres) nach Qoʻqon zurück. Während der nächsten fünf Jahre gründete er weitere Schulen in Qoʻqon und Margʻilon, die großteils nur kurz Bestand hatten. Seine aus dieser Zeit stammenden, für Selbstzwecke verfassten Lehrbücher wurden nicht publiziert.

### Vor der Oktoberrevolution
Niyoziy, der auf seinen Reisen auf soziale Ungleichheiten aufmerksam wurde, erkannte im Kampf gegen den Zarismus, Feudalismus und lokale Beys gemeinsame Ziele mit den Bolschewiken. Er organisierte einen Sowjet für werktätige Muslime, begann, Verse für die Bolschewiken zu schreiben, und wurde zum aktivsten Befürworter der Reformen aus der Region Fargʻona. Er folgte der Linie Muqimiys und Furqats, die Ignoranz und Apathie anprangerten, sich für die Aneignung der progressiven russischen Kultur in Usbekistan einsetzten und so den Weg für Niyoziy geebnet hatten.
Niyoziy schrieb Artikel für die dschadidistische Presse, 1914 erschien sein Lehrbuch Yengil adabiyot („einfaches Lesen“) mit kurzen Geschichten in Versform, die die Schüler zur Bescheidenheit, Ehrlichkeit und Gläubigkeit aufrufen. 1915 wurde der Roman Yangi saodat („neue Glücklichkeit“, bekannt auch als Milliy roman, „nationaler Roman“) veröffentlicht, der als erstes in Prosa gehaltenes Werk eines Usbeken gilt. Um Yangi saodat drucken lassen zu können, sammelte Niyoziy im Juli 1914 knapp 140 Rubel unter seinen Freunden; seinen Lebensunterhalt sicherte er sich vermutlich durch Lehrtätigkeit, befreundete Kaufmänner liehen ihm wenn nötig Geld. Als Mahmudov 1914 die Zeitung Sadoyi Fargʻona („Stimme Fargʻonas“) herausbrachte, schrieb Hamza Beiträge für das Blatt. 1915 zog Niyoziy nach Margʻilon.
| „Yigʻla, yigʻla, Turkiston, yigʻla, Turkiston Ruhsiz tanlar tebransun, yigʻla, Turkiston“ „Weine, weine, Turkestan, weine, Turkestan Mögen die seelenlosen Körper schaukeln, weine, Turkestan“ – Hamza Hakimzoda Niyoziy: Yigʻla Turkiston (Refrain) In: Milliy ashulalar uchun milliy sheʼrlar majmuasi |

Er fing an, Lehrer auszubilden und seine Gedichte zu publizieren. Ab 1915 brachte Niyoziy eine Reihe von Volkslied-Anthologien heraus, deren erste den Namen Milliy ashulalar uchun milliy sheʼrlar majmuasi („Sammlung nationaler Gedichte für nationale Lieder“; Anmerkung: milliy kann sowohl mit „national“ als auch mit „traditionell“ oder „ethnisch“ übersetzt werden.) trug. Das Manuskript für diesen Band, der für den Gebrauch in dschadidistischen Schulen gedacht war, hatte Niyoziy bereits im Februar 1913 fertiggestellt. Er schickte eine Anfrage zu den Druckkosten an die Vaqit-Presse in Orenburg, konnte sich den Druck jedoch nicht leisten, weswegen er 1915 an Munavvar Qori von der Taschkenter Buchhandlung Turkiston herantrat. Milliy ashulalar uchun milliy sheʼrlar majmuasi wurde letztlich mit einer Auflage von tausend Exemplaren bei Turkiston gedruckt.
Niyoziy verwendete in diesem Band eine schlagkräftigere Sprache als andere Dschadidisten wie etwa Mahmudhoʻja Behbudiy und Munavvar Qori. Letzterer bat Niyoziy sich zu zügeln und unhöfliche Formulierungen zu vermeiden, nachdem er sein Manuskript gelesen hatte. Die restlichen Bände seiner Volkslieder-Serie brachte Niyoziy mithilfe von Freunden heraus. Da Niyoziy usbekische Lieder als die Blüte der Volkskunst ansah, benannte er die folgenden Anthologien nach Blumen.
In der Hoffnung, auf diese Weise seine Ideen auf eine stimmungsvolle Weise einem breiteren Publikum zu vermitteln, begann Niyoziy – als erster in der Geschichte der Usbeken – um 1915 mit dem Schreiben dramatischer Werke. In diesen Jahren erlebte das russische Turkestan ein Aufblühen von lokalen Theatern. Niyoziy selbst leitete eine Amateurgruppe in Qoʻqon, die von ihm verfasste oder übersetzte Werke aufführte und mit Zaharli hayot yoxud ishq qurbonlari („Das vergiftete Leben oder Opfer der Liebe“) im Oktober 1915 ihr erstes Engagement hatte. Die Einnahmen von dschadidistischen Theaterabenden kamen Lesesälen, Schulen der „neuen Methode“, Feldlazaretten oder dem Roten Halbmond zugute.
Obwohl Niyoziy den Zarismus bekämpfte, stellte er sich angesichts des Ersten Weltkrieges wie die dschadidistische Presse hinter das russische Reich, dem watan, dem sie sich verpflichtet fühlten. In Padishoh hazratlarina duo („Gebet für seine Majestät, den Padischah“) aus der Anthologie Oqgul („weiße Rose“) schrieb Niyoziy, der Zar möge lange leben und die Armee möge Ungarn dem Erdboden gleichmachen und die deutschen Städte erobern und zerstören. Die im November 1916 erschienene Ausgabe der Serie war gänzlich dem Kriegsgeschehen gewidmet, in ihr bezog Niyoziy Position für die Beteiligung seiner Landsmänner im Krieg – zuvor war im Juni 1916 die Wehrpflichtbefreiung für Zentralasiaten zurückgenommen worden, was anti-zaristische Aufstände hervorrief, an denen vor allem die ländliche Bevölkerung beteiligt war.
Nach der Februarrevolution 1917 kam es zum Richtungsstreit um die Form der anzustrebenden Autonomie. Die meisten Dschadidisten strebten kulturelle Autonomie an aus Furcht vor dem Einfluss der Ulama bei umfassenderen Autonomierechten. Die Befürworter einer territorialen Autonomie um Behbudiy konnten sich schließlich durchsetzen, die Furcht ihrer Gegner war rückblickend jedoch gerechtfertigt. Im Spätfrühling wurde Niyoziy wegen seines harschen Tones in einem letztlich nicht gedruckten Artikel für das Qoʻqoner Magazin Kengash („Ratschlag“) kritisiert. Niyoziy beschwerte sich in einem anderen Blatt über die laut ihm schlimmere Zensur als vor dem Umsturz. Von den Rebellionen 1916 und 1917 radikalisiert organisierte er Versammlungen und Demonstrationen und musste bald ins chinesische Turkestan fliehen.
Weitere Veröffentlichungen seiner Werke aus der Zeit vor der Oktoberrevolution sind die Anthologien Qizil gul („rote Rose“), Pushti gul („rosafarbene Rose“) und Sariq gul („gelbe Rose“) aus dem Jahr 1916. Von seinen drei vor Oktoberrevolution im Jahr 1917 geschriebenen Bühnenstücken ist nur Zaharli hayot überliefert. Der Zentralasien-Experte und emeritierte Professor an der Columbia University Edward A. Allworth nennt als eines der verlorenen Werke den Theaterzyklus Fargʻona fojeasi („die Tragödie von Fargʻona“).

### Sowjetzeit
„Gebt nicht auf; seht, die Sowjets

haben euch aufgeweckt.

Für jeden Tropfen Blut, den ihr vergießt

erhaltet ihr Freiheit, Aufklärung und Wissen.

Heißt die Sowjets willkommen! Heißt die Sowjets willkommen!

Das ist eure Epoche,

deine Herrlichkeit, Arbeitersohn,

möge um die ganze Welt getragen werden.“

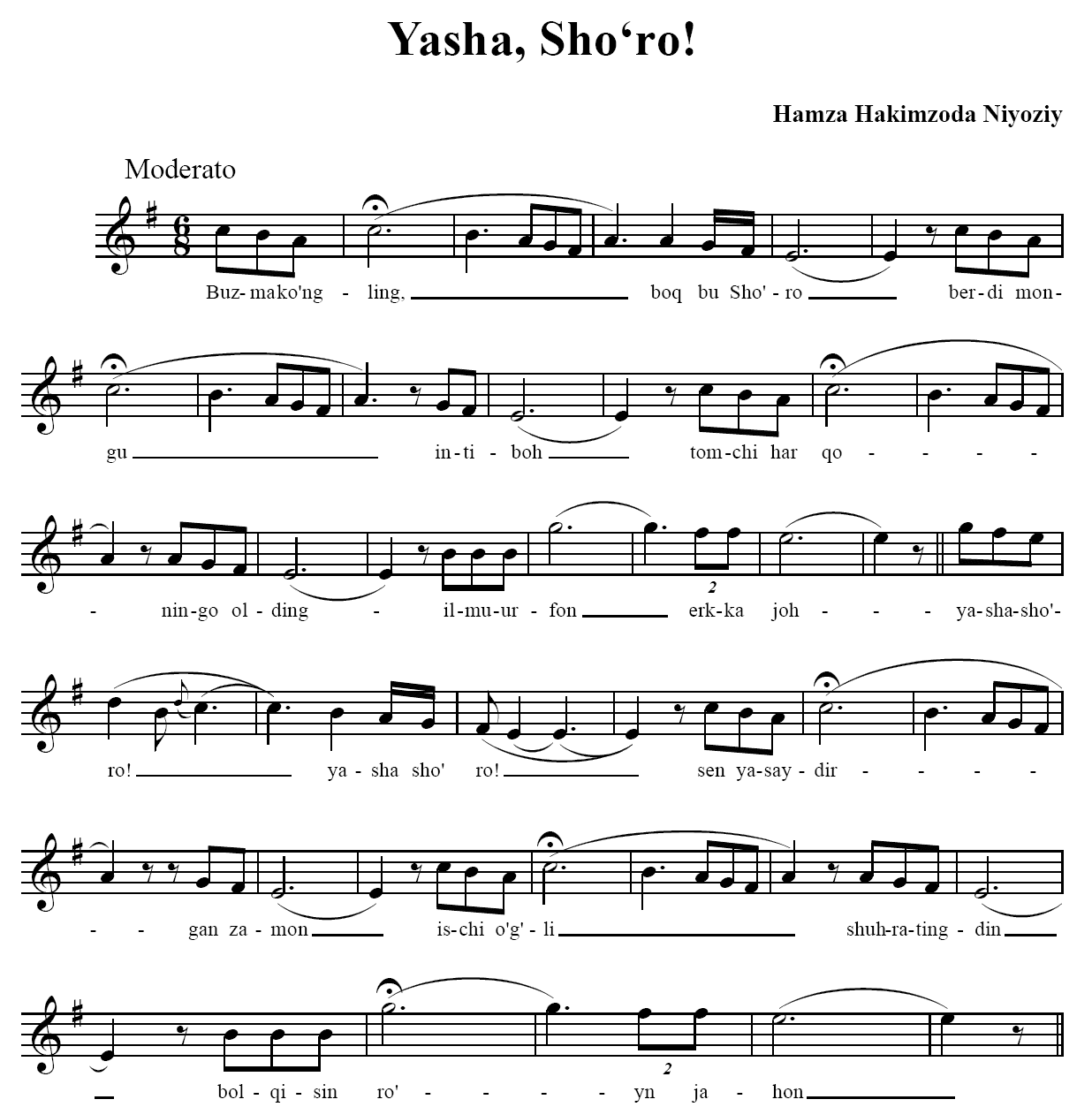
Notation der ersten beiden Strophen von Yasha, Shoʻro! Gebt nicht auf; seht, die Sowjets
haben euch aufgeweckt.
Für jeden Tropfen Blut, den ihr vergießt
erhaltet ihr Freiheit, Aufklärung und Wissen.
Heißt die Sowjets willkommen! Heißt die Sowjets willkommen!
Das ist eure Epoche,
deine Herrlichkeit, Arbeitersohn,
möge um die ganze Welt getragen werden.

Während der ersten Jahre der Sowjetzeit in Zentralasien spielten Niyoziy und andere Literaten eine wichtige Rolle für die Konsolidierung der bolschewikischen Herrschaft. Niyoziy, der als demokratischer Aufklärer begonnen hatte, konnte sich unter kommunistischer Herrschaft entfalten und entwickelte sich zu einem herausragenden revolutionären Literaten und Agitator.
Nachdem sich die Bolschewiken die Macht gesichert hatten, kehrte Niyoziy aus China zurück. Während des folgenden Bürgerkrieges tourte Niyoziy mit seiner 1918 gegründeten Wanderschauspiel-Gruppe aus Fargʻona durch das Ferghanatal und Westturkestan. Das westliche Theater war für das usbekische Publikum neu und geeignet für effektive Propaganda. Die Sowjets veranstalteten Konzerte, bei denen bei freiem oder günstigem Eintritt sowohl die nationale Musik Niyoziys beworben wurde als auch symphonische Werke, russische Opernstars und Professoren der Konservatorien.
In seiner letzten Volkslied-Anthologie (1919) publizierte er auch revolutionäre Lieder wie Yasha, Shoʻro! („Heißt die Sowjets willkommen!“) und Hoy, ishchilar („He, Arbeiter!“). 1920 trat er als einer der ersten Usbeken der Kommunistischen Partei bei. Nachdem sich die sowjetische Herrschaft zu Beginn der 1920er-Jahre gefestigt hatte, reiste Niyoziy ausgiebig durch das usbekische Gebiet.
Er organisierte Kurse zur Bekämpfung des Analphabetismus, auf seinen Reisen eröffnete er Schulen, führte Theaterstücke und Sketche auf, propagierte eine neue, sowjetische Ära und setzte sich für die Befreiung der Frauen und gegen ihre Verschleierung ein. Für Niyoziy stand die Verschleierung mit korruptem Reichtum, verfallenen Mullahs, fremder Kultur und fremden Einflüssen in Zusammenhang; die Abkehr vom Schleier bedeutete für Niyoziy den Einfluss der Reichen und des Klerus zu Fall zu bringen. Schließlich begann er sich vom Dschadidismus zu distanzieren. Im Gegensatz zu den meisten Dschadidisten, die nach der zaristischen nun die sowjetische Imperialmacht bekämpften, sah Niyoziy in der Sowjetunion die Zukunft.
Niyoziy trat der Xudosizlar jamiyati, der usbekischen Gesellschaft der Gottlosen, bei und war eine Zeit lang ihr Anführer; 1926 wurde er zum Abgeordneten im Kurultai der Arbeiter des Ferghanatals. Im selben Jahr ernannte ihn die sowjetische Regierung zum Nationaldichter.
Als fast 40-Jähriger begann Niyoziy noch an einer russischen Musikschule zu lernen. 1928 zog er nach Shohimardon, den ersten Fünfjahresplan in seinen Händen.

### Niyoziys Tod in Shohimardon
In Shohimardon sorgte Niyoziy für die Errichtung eines Kanals, eines Wasserkraftwerkes und eines Teehauses, er eröffnete eine Schule und schuf eine Genossenschaft. Am 8. März 1929 führte er die erste Frauenversammlung in Shohimardon durch, bei der 23 Frauen ihre Parandscha, die traditionelle Kopf und Körper verschleiernde Kleidung, ablegten.
Niyoziy, der in Shohimardon auch gegen das örtliche Pilgerzentrum, das als Grab des Ali ibn Abi Talib verehrt wird, agitiert hatte, wurde zehn Tage später von Islamisten hinter das Teehaus gelockt, wo er mit Messern erstochen und gesteinigt wurde, um seinen Körper zu entstellen. Einer Erzählung zufolge führte Niyoziy eine Gruppe an, die jenen Schrein zu einem kommunistischen Museum machen wollte, und sei deswegen getötet worden. Seine Leiche wurde in eine Spalte unter dem Kanal geworfen und nach drei Tagen gefunden und begraben. Die Täter, die aus Shohimardon geflohen waren, konnten gefasst werden.

## Werk
Das progressive, revolutionäre Schaffen Niyoziys war direkt verbunden mit dem Kampf nach sozialer Gerechtigkeit und Befreiung in Usbekistan. In seinen Gedichten, Kompositionen und Dramen verarbeitet Hamza Niyoziy häufig die Wirren der Revolution und beschreibt das erwachende Klassenbewusstsein des usbekischen Volkes.
In seinem ersten Roman, Yangi saodat, tritt Niyoziy für den dschadidistischen Grundsatz ein, dass Bildung der Ursprung jeglicher individueller oder nationaler Vorteile sei. Er verfasste das Buch jedoch nicht für den Gebrauch in Schulen, sondern damit es anstelle der zu jener Zeit gängigen Bücher gelesen werde, die „alle voller Aberglaube, Unsinn sind, schädlich für die Moral und gegenstandslos“. Der Inhalt des Romans findet sich in ähnlicher Form in vielen dschadidistischen prosaistischen und poetischen Werken: Niyoziy erzählt von einem schlecht ausgebildeten jungen Mann, der mit seiner Frau zwei Kinder bekommt, ehe er zum Trinker und Spieler wird und die Familie schließlich verlässt. Seine Frau kümmert sich um ihren Sohn, der auf einer dschadidistischen Schule unterrichtet wird. Er schließt die Schule ab und erfährt, dass sein Vater noch am Leben ist und in Taschkent in ärmliches Dasein fristet. Er vereint die Familie und führt – nur aufgrund seiner Bildung – ein glückliches Leben.
In Zaharli hayot schildert Niyoziy Ignoranz und den Generationenkonflikt: Ein 18-jähriger, dschadidistischer Junge verliebt sich in ein 17-jähriges Mädchen, das ihm zuliebe beginnt Romane und Zeitungen zu lesen. Das Paar will eine Schule gründen, ihre Eltern lehnen dies jedoch ab. Die Eltern des Jungen wollen nicht, dass ihr Sohn die Tochter eines Handwerkers heiratet, ihre Eltern wiederum haben sie bereits einem 60-Jährigen mit sechs Frauen versprochen. Die beiden Jugendlichen verfluchen ihre Eltern und begehen schließlich Selbstmord; Niyoziy versucht sie als Opfer von Ignoranz und als Märtyrer darzustellen.
Boy ila xizmatchi („Bey und Knecht“, veröffentlicht zwischen 1917 und 1922) reflektiert revolutionäre Tätigkeiten der Russen in Westturkestan. Niyoziy erzählt in diesem Werk außerdem von einem Mädchen, das infolge ihrer Zwangsverheiratung Suizid begeht. Paranji sirlari („Geheimnisse des Schleiers“, 1922) beschreibt die Probleme der usbekischen Frauen, die Niyoziy zur aktiven Mitarbeit in allen Gesellschafts- und Lebensbereichen aufrief.
In seinen Volkslied-Anthologien versah Niyoziy seine Gedichte mit speziellen Arrangements usbekischer Melodien, indem er die Musik mit dem Charakter der Texte abstimmte. In seinen ersten sieben Anthologien sammelte Niyoziy etwa 40 Lieder, die er großteils mit usbekischen, aber teils auch mit kaschgarischen und tatarischen Melodien vertonte. Niyoziy selbst war ein Meister auf traditionellen usbekischen Instrumente wie Dotar und Tanbur.
Mit Tuhmatchilar jazosi („Bestrafung eines Verleumders“, 1918) und Burungi qozilar yoki Maysaraning ishi („Die frühen Qādīs oder Maysaras Sache“, 1926) schrieb Niyoziy auch zwei Komödien. Seinen Werken gemein ist, dass sie sich eng an der russisch-kommunistischen Linie orientieren.

## Bedeutung
Vor dem 20. Jahrhundert hatte das Drama in der usbekischen Gesellschaft keine Bedeutung. Im ersten Jahrzehnt des neuen Jahrhunderts, als das Usbekische gerade das Tschagataische als Literatursprache abgelöst hatte, wurde das Drama von Dschadidisten institutionalisiert.
Niyoziy gilt als einer der wichtigsten frühen Vertreter usbekischer Literatur, als erster usbekischer Dramatiker, als Begründer der usbekischen nationalen Musikkultur und als Begründer der usbekischen Sowjet-Literatur. Seine prärevolutionären Theaterstücke galten unter sowjetischen Schriftstellern als Beginn des „ideologisch wertvollen“ usbekischen Dramas. Adeeb Khalid schreibt in The Politics of Muslim Cultural Reform, die Geschichte der modernen zentralasiatischen Literatur sei ohne die Namen Niyoziys, Fitrats, Choʻlpons und Qodiriys schwer vorstellbar.
Schriftsteller aus den Reihen der Dschadidisten, die wie Niyoziy eine pro-russische Position einnahmen, waren die Hauptstütze der nicht-nationalistischen usbekischen Literatur bis zum Aufkommen sowjetisch-proletarischer Autoren um 1926. Obwohl der sozialistische Realismus erst 1932 vom sowjetischen Zentralkomitee eingeführt wurde, wird Niyoziy manchmal als Begründer dieser Kunstrichtung in der Usbekischen SSR bezeichnet.
Niyoziy wirkte bei der usbekischen Sprachreform der 1920er-Jahre mit. Dass er wie Furqat neben seiner Dichtertätigkeit begann, auch Prosa zu schreiben, zeigt den steigenden russischen Einfluss zu Beginn des 20. Jahrhunderts.
Niyoziy brach mit den starren Traditionen der nationalen Dichtkunst und Musik: Als erster verließ er mit seinen Anthologien den traditionellen Weg der bayoz-Liederbücher, die für herausragende Kunstsänger erstellt wurden, und widmete sich stattdessen dem Studium der Volkslieder, welche er als erster Usbeke sammelte. Durch die revolutionären Lieder in seiner letzten Anthologie leistete Niyoziy einen Beitrag zur Weiterentwicklung der usbekischen Liedkunst, indem er ihr neue emotionale, melodische und gedankliche Inhalte zuführte. Als erster usbekischer Komponist verwendete er das Klavier, verwarf er die orientalische Singweise mit gepressten Gutturallauten und lehrte er stehend zu singen.

## Privatleben
Über das Privatleben Niyoziys und seine persönliche Einstellung gegenüber Frauen ist, ebenso wie bei anderen Dschadidisten, sehr wenig bekannt. Niyoziys Frau, Aksinja Uwarowa, war eine Russin, die zum Islam konvertiert war; ihre Heirat fand kurz vor Niyoziys Pilgerreise im Jahr 1912 statt. Niyoziys Frau scheint an dschadidistischen Aktivitäten teilgenommen zu haben, da sie zu den jährlichen Überprüfungen der „Schulen der neuen Methode“ eingeladen war.
Niyoziy scheint nicht kinderlos geblieben zu sein: Die in Taschkent geborene und in den USA lebende Bauchtänzerin LaUra gibt an, eine Urenkelin von Hamza Hakimzoda Niyoziy zu sein.

## Niyoziy in der sowjetischen Geschichtsschreibung
Für die Sowjets war Niyoziy tot anscheinend mehr wert als lebendig, da sie die Umstände seines Ablebens stark mythifizierten, mutmaßt Edward A. Allworth. Die Sowjetbehörden machten zuerst den islamischen Klerus um „fanatische Mullas“ für Niyoziys Tod verantwortlich, änderten später jedoch die Biographien der Mörder ab um auch „Lakaien“ des Imperialismus, bürgerliche Nationalisten, Dunkelmänner und Reaktionäre der Liste der Beschuldigten hinzuzufügen. Infolge der Ermordung Niyoziys wurden neun Personen zum Tode, acht zu langen Haftstrafen verurteilt und 17 Personen verbannt. 1940 wurde der Schrein in Shohimardon zerstört und durch ein „Museum des Atheismus“ ersetzt, Shohimardon wurde dadurch zu einem Symbol des sowjetischen Kampfes gegen den Islam.
Nach einer Analyse des Todes Niyoziys durch die GPU war er weniger ein antireligiöser Aktivist als weiterhin ein Dschadidist, der bestimmte islamische Haltungen für unterdrückend and abergläubisch hielt und eine Reinigung des Glaubens anstrebte; Fanatismus habe er als eine Verzerrung der wahren Religion angesehen.
Da Niyoziy starb, bevor die Sowjets begannen, den Dschadidismus als anti-sowjetisch, nationalistisch und konterrevolutionär zu denunzieren, blieb er von dieser Kampagne verschont. Sowjetische Kritiker stuften Niyoziy gar als reformierten Dschadidisten ein. Wegen der vereinfachten, klassenorientierten Inhalte und Charaktere in seinen Schriften wurde Niyoziys literarische Leistung später von den Sowjets gewürdigt, sein Name fand Eingang in die sowjetische Hagiographie. Er wurde als herausragender früher sozialistischer Poet angepriesen, weil er den Humanismus „intuitiv“ verstanden habe, nicht aufgrund einer theoretischen Ausbildung.
Die Große Sowjetische Enzyklopädie von 1956 schreibt, Niyoziy habe mit großem artistischen Können die Doppelzüngigkeit und Grausamkeit der Reichen, des Klerus, der Kaufleute und der Kolonisatoren beschrieben. Liebevoll habe er Bilder der Arbeiter geschaffen, ihr unerschütterliches Streben nach Freiheit und Glücklichkeit porträtiert und als erster usbekischer Literat realistisch gezeigt, wie das russische Proletariat die Arbeiter der Grenzregionen befreit habe. Viktor Witkowitsch nennt Niyoziy in seinem Reisebericht Eine Reise durch Sowjet-Usbekistan einen „flammenden Herold der Revolution“, einen „Volkstribun und Organisator“, der in allem, was er tat, ein Revolutionär und Neuerer war. Jeder seiner Schritte sei ein Schlag „gegen alles, was entfernt werden mußte, damit die neue, die kommunistische Wahrheit triumphiere“, gewesen.
Dass Niyoziys Wurzeln und sein Werk durch seine Ausbildung tief in der Tradition islamischen, in Medresen reproduzierten Wissens liegen, verschwiegen sowjetische Biographen ebenso wie seine Pilgerreise nach Mekka. Die Existenz usbekischer Dramen aus der Zeit vor der Oktoberrevolution, wie zum Beispiel Niyoziys Zaharli hayot, versuchten die Sowjets wiederholt zu verleugnen. Der Roman Yangi saodat wurde während der Sowjetzeit aufgrund seines dschadidistischen Charakters nicht neu herausgegeben.

## Tribute und Kritik
Qizil Qalam („rote Feder“), die erste starke, vordergründig proletarische Literatengruppe Usbekistans, widmete 1929 die zweite Ausgabe ihres Journals dem „Märtyrer“ des Kommunismus. Hamid Olimjon komponierte 1932 zu Niyoziys Ehren das Epos Shohimardon, der usbekisch-sowjetische Literat Oybek schrieb 1948 das Werk Hamza, in dem Leben und Schaffen Hamza Niyoziys verarbeitet ist. Am 4. Oktober 1949 veranstaltete die Akademie der Wissenschaften der Usbekischen SSR anlässlich des 60. Geburtstags Niyoziys eine Feier, bei der unter anderem Oybek mitwirkte.

Niyoziy gewidmete sowjetische 1-Rubel-Münze (1989)

1963 wurde die Siedlung Wannowski im Ferghanatal in Hamza Hakimzoda (russisch Хамзы Хакимзаде Chamsy Chakimsade) umbenannt, bis 2012 hieß sie kurz Hamza (seit 2013 Tinchlik). Shohimardon trug eine Zeit lang den Namen Hamzaobod. Ebendort wurden in den 1960er-Jahren ein Mausoleum und Museum errichtet und am 18. März 1989, zu seinem 100. Geburtstag, ein neues Museum mit einer Parkanlage eröffnet. Ebenso 1989 erschienen eine 4-Kopeken-Briefmarke und eine 1-Rubel-Münze mit Hamza Niyoziys Porträt. Nach Niyoziy trugen außerdem eine Station der Metro Taschkent (heute: Novza), ein Taschkenter Stadtbezirk (heute: Yashnobod) und das Dramatheater den Namen Hamza. In Qoʻqon befindet sich ein weiteres Hamza-Museum, in Shohimardon wurde ein Sanatorium nach ihm benannt. 1964 wurde erstmals ein Hamza-Preis verliehen.
Choʻlpon, ein Schriftsteller, der keine Sowjet-Propaganda betreiben wollte, kritisierte Niyoziy für sein Engagement für die Bolschewiken. Usbekische Emigranten zeigten sich empört darüber, als die Sowjets den abtrünnigen Dschadidisten, Antimuslimen und Antinationalen Niyoziy zu einer echten usbekisch-nationalen literarischen Figur stilisierten. Die Bevölkerung seiner Heimatstadt respektiert zwar Niyoziys literarische Leistung, fügt dem jedoch hinzu, dass er seine Worte nicht mit Bedacht gewählt hätte und dass er lokale Heiligtümer nicht respektiert hätte.